# Rainer Seele

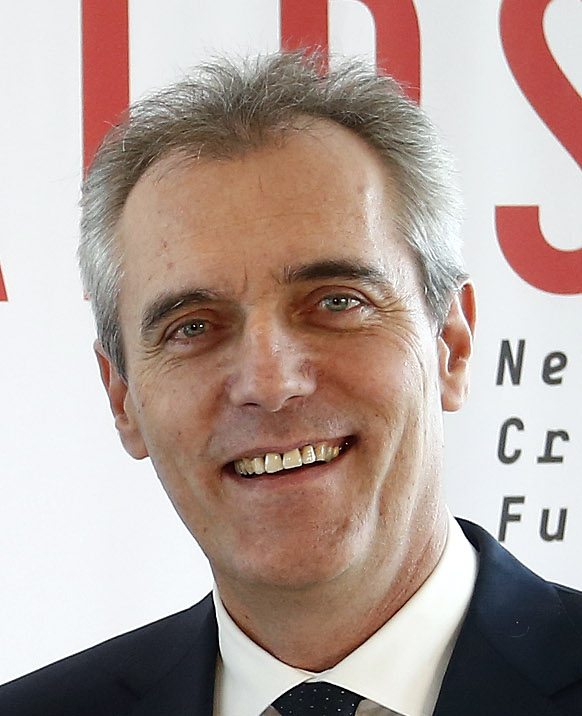
Rainer Seele (2016)

Rainer Seele (* 2. September 1960 in Bremerhaven) ist ein deutscher Manager. Von 2009 bis 2015 war er Vorstandsvorsitzender der Wintershall, von 2015 bis Ende August 2021 war er Vorstandsvorsitzender des österreichischen Mineralölkonzerns OMV.

## Leben

### Herkunft und Ausbildung
Rainer Seele wurde als Sohn eines Stahlbauunternehmers geboren. Nach Abitur und Grundwehrdienst studierte er ab 1980 Chemie an der Georg-August-Universität Göttingen, wo er 1987 mit einer Dissertation zum Thema Synthese biologisch aktiver Acetalglycoside zur selektiven Tumortherapie zum Doktor der Naturwissenschaften promovierte.

### Beruflicher Werdegang
Anschließend war er bei der BASF in Ludwigshafen am Rhein tätig, zunächst in der chemischen Forschung, später übernahm er die Leitung der Stabseinheit Forschungsplanung und Controlling. 1996 wechselte er als Leiter der Strategischen Planung zum BASF-Tochterunternehmen Wintershall nach Kassel, 2000 übernahm er die Geschäftsführung und Vertriebsleitung des damaligen Wintershall-Tochterunternehmens Wingas. In dieser Funktion trug er ab 2002 vor allem die Bedeutung der russischen Zusammenarbeit für die Gasversorgung in Europa an die Öffentlichkeit. 2002 wurde Seele zudem als Verantwortlicher für den Erdgashandel Mitglied des Vorstandes bei der Wintershall, als deren Vorstandsvorsitzender er von Oktober 2009 bis Juni 2015 fungierte.
Seit März 2012 ist er Präsident der Deutsch-Russischen Auslandshandelskammer. Am 1. Juli 2015 wurde er Nachfolger von Gerhard Roiss als Vorstandsvorsitzender der OMV. Im Mai 2017 wurde sein zunächst auf die Dauer von drei Jahren abgeschlossene Vertrag um zwei weitere Jahre bis 30. Juni 2020 verlängert. Im September 2019 wurde er vom Aufsichtsrat der OMV Aktiengesellschaft als Vorstandsvorsitzender und CEO der OMV wiederbestellt, die Funktionsperiode wurde um zwei Jahre bis zum 30. Juni 2022 verlängert, mit einer Verlängerungsoption um ein weiteres Jahr. Im April 2021 teilte er dem Vorsitzenden des OMV-Aufsichtsrates mit, dass er die Option auf Verlängerung seines Vertrags nicht in Anspruch nehmen werde. Mit 1. September 2021 folgte ihm Alfred Stern als OMV-Vorstandsvorsitzender nach.
In die Kritik geriet er im Zuge sowohl der Klimadebatte als auch in der Coronakrise. Mit einem Einkommen von bis zu sieben Millionen Euro im Jahr 2019, während die OMV durch die Krise Sparkurse fährt, galt er als der bestdotierte Manager in Österreich.
Seele geriet ebenfalls im Zuge des Russischen Überfalls auf die Ukraine 2022 in die Kritik, nachdem er zuvor in seiner Zeit als OMV Chef versucht hatte, die Energieversorgung Österreichs allein auf russische Lieferungen umzustellen und gar Diversifizierungsversuche seiner Vorgänger rückgängig machte. Nachdem die Russische Regierung im April erstmals Gaslieferungen einstellte, um Europäische Staaten unter Druck zu setzen, schloss Hans Rauscher im Standard, dass es Rainer Seele gewesen sei, der Österreich beim Gas Russland auslieferte. Bei der Hauptversammlung der OMV-Aktionäre im Juni 2022 wurde bei der Einzelabstimmung über die Vorstandsmitglieder für das Geschäftsjahr 2021 Seele die Entlastung zu 71 Prozent verweigert. Gegen Seele stimmte unter anderem die Österreichische Beteiligungs AG (ÖBAG) mit 31,5 Prozent der OMV-Anteile. Ein externer Prüfbericht entlastete Seele und sah kein einklagbares Fehlverhalten, der Aufsichtsrat schlug daraufhin für die folgende Hauptversammlung die Entlastung von Seele vor. Auf der Hauptversammlung 2023 wurde Seele entlastet.

### Mitgliedschaften und Auszeichnungen
Rainer Seele ist Honorarkonsul von Rumänien in Kassel, Beirat der Jacobs University Bremen, Aufsichtsratsvorsitzender der Petrom und stellvertretender Aufsichtsratsvorsitzender der Borealis AG. Im Dezember 2017 wurde er vom österreichischen Wirtschaftsmagazin trend zum Mann des Jahres 2018 gewählt. Im Mai 2019 wurde er zum Vizepräsidenten von International Business Congress e.V. gewählt. Vom Industriemagazin wurde er 2020 auf der Liste der einflussreichsten österreichischen Manager auf Platz sieben gereiht.

#### Negativpreise
- 2016 erhielt Seele den "Black Globe Award" von Global 2000, Greenpeace, Klimabündnis und WWF, der "die prominentesten Klimawandelleugner und Klimaschutzbremser in Österreich" auszeichnet.[21]

### Privates
Rainer Seele ist verheiratet und Vater von drei erwachsenen Kindern.

## Auszeichnungen
- 2018: Orden der Freundschaft (Russland)[22]
- 2018: Mann des Jahres der Zeitschrift trend[16]
- 2019: Deloitte Österreich CEO & CFO Awards – Bester nationaler CEO des Jahres[23]